# Great Grimsby (circonscription britannique)
La circonscription de Great Grimsby  est une circonscription située dans le Lincolnshire, et représentée à la Chambre des communes du Parlement britannique depuis 2019 par Lia Nici du Parti conservateur.